# Alexander Löfgren
Alexander Löfgren, född 13 november 1979, är en svensk forskare, författare, föreläsare och konsult.
Alexander Löfgren disputerade i industriell ekonomi och organisation vid Kungliga Tekniska Högskolan 2008 på en avhandling om mening och lärande i utveckling och användning av mobil IT i byggbranschen. Hans fortsatta forskning och tillämpningar kretsar kring meningsskapande i organisationer och samarbete i komplexa uppgifter, teknikimplementationer och förändringar av arbetssätt inom både privata och offentliga verksamheter. Sedan 2015 är han verksam som utvecklare, rådgivare och konsult i kollektiv intelligens på Influence AB, som är sprunget ur forskningen i ämnesområdet vid Handelshögskolan i Stockholm.
År 2022 gav Alexander Löfgren ut boken Smart samarbete – mot meningsskapande mikrosystem på förlaget Studentlitteratur. Boken beskriver enkla vanor och skalbara arbetssätt för att kunna omsätta kollektiv intelligens till samarbetsformer som skapar mening och värde i arbetslivet, organisationer och samhället i stort. Bokens centrala minnesregel och metodik 4F (förväntningar, förutsättningar, förverkligande, förbättringar) uppmärksammades i bland annat Dagens Nyheter, Sveriges Radio P4 Extra och TV4 Nyhetsmorgon.
Alexander Löfgren är aktiv debattör om organisering, ledarskap och samarbete för utmaningar och utvecklingsfrågor i näringslivet och samhället. I tre debattartiklar i Dagens Industri 2022-2023 skrev han om konflikten kring distansarbete samt om mänsklig och artificiell intelligens i organisationer. År 2023 skrev han i Expressen, Dagens Samhälle och Göteborgs-Posten om hybridiseringen mellan människa och maskin i framtidens arbetsliv. År 2024 framförde Alexander Löfgren i Dagens Industri att politiken behöver utveckla skalbara samarbetsformer på statlig, regional och kommunal nivå om Sveriges kollektiva kraft ska kunna tas tillvara i lösningen av komplexa samhällsproblem. I tre debattartiklar i Göteborgs-Posten, Dagens Nyheter och Dagens Industri samma år argumenterade Löfgren för behovet av kollektiv intelligens och ökad balans mellan digitala och sociala perspektiv i AI-utvecklingen för att undvika en övertro på teknologi som lösningen på allt i organisationer och i samhället.
I samband med framläggandet av slutrapporten från regeringens AI-kommission i november 2024 uttalade sig Alexander Löfgren om innehållet i bland annat SVT Nyheter/Rapport/Aktuellt och Svenska Dagbladet. När tidningen Chef i maj 2025 publicerade sin AI-undersökning bland hundratals chefer inom både privat och offentlig sektor gav Alexander Löfgren sin analys och kommentarer om undersökningens resultat, samt medverkade i en intervju. 
Alexander Löfgren är återkommande krönikör i Chefstidningen.
Alexander Löfgren anlitas regelbundet som föreläsare och tränare i smart samarbete och kollektiv intelligens.